# إيل كينغ
إيل كينغ (بالإنجليزية: Elle King)‏ ولدت باسم تانر إيل شنايدر (بالإنجليزية: Tanner Elle Schneider)‏ هي مغنية وكاتبة أغاني وممثلة أمريكية ولدت في يوم 3 يوليو 1989 في مدينة لوس أنجلوس في الولايات المتحدة، اشتهرت بغناء الروك والسول والبلوز، مثلت في عدة مسلسلات كما شاركت في الغناء والعزف مع عدة فرق ومغنين مثل فرقة أوف مونستيرس أند مين وتراين ومايكل كيوانوكا هي ابنة الكوميدي الأمريكي روب شنايدر وعارضة الأزياء السابقة لوندون كينغ.

## روابط خارجية
- إيل كينغ على موقع IMDb (الإنجليزية)
- إيل كينغ على موقع ميوزك برينز (الإنجليزية)
- إيل كينغ على موقع أول ميوزيك (الإنجليزية)
- إيل كينغ على موقع ديسكوغز (الإنجليزية)
- إيل كينغ على موقع قاعدة بيانات الفيلم (الإنجليزية)
- إيل كينغ على موقع كينوبويسك (الروسية)